# 神明 (草加市)
神明（しんめい）は、埼玉県草加市の町名。現行行政地名は神明一丁目および二丁目。郵便番号は340-0012。

## 地理
草加市中央部の沖積平野に位置する。西は東武伊勢崎線を挟んで草加・氷川町、南は住吉、稲荷、北は栄町に隣接する。地区の東部を伝右川と綾瀬川が流れる。
草加宿が所在する一丁目は商業地域及び近隣商業地域、その東部に位置する二丁目は第二種中高層住居専用地域に指定されている。
地名は地内に鎮座する神明神社に由来する。

## 歴史
- 1713年（正徳3年） - 草加宿の総鎮守として神明宮建立。
- 1931年（昭和6年） - 耕地整理の実施により、大字太郎左衛門新田の一部から草加町字神明町が成立[4]。
- 1958年（昭和33年）11月1日 - 市制が施行され、同時に草加町字神明町から町名としての草加市神明町が成立[4]。
- 1966年（昭和41年）4月1日 - 第1次住居表示の実施により[5]、神明町と手代町の一部から神明一丁目および二丁目が成立[6][4]。
- 1991年（平成3年） - 地内に札場河岸公園が整備され開園する[7]。

## 世帯数と人口
2017年（平成29年）10月1日現在の世帯数と人口は以下の通りである。
| 丁目       | 世帯数    | 人口    |
| ---------- | --------- | ------- |
| 神明一丁目 | 701世帯   | 1,459人 |
| 神明二丁目 | 392世帯   | 829人   |
| 計         | 1,093世帯 | 2,288人 |

## 小・中学校の学区
市立小・中学校に通う場合、学区は以下の通りとなる。
| 丁目       | 番地 | 小学校             | 中学校             |
| ---------- | ---- | ------------------ | ------------------ |
| 神明一丁目 | 全域 | 草加市立草加小学校 | 草加市立草加中学校 |
| 神明二丁目 | 全域 | 草加市立草加小学校 | 草加市立草加中学校 |

## 交通

### 鉄道
鉄道用地のすぐ東側の街路が町域の境界となっているため、町内に鉄道は存在しない。東武伊勢崎線（東武スカイツリーライン）草加駅が最寄駅となる。

### 道路
- 東京都道・埼玉県道49号足立越谷線 - 町内を縦断している。
- 旧日光街道
- 神明稲荷通り

## 施設

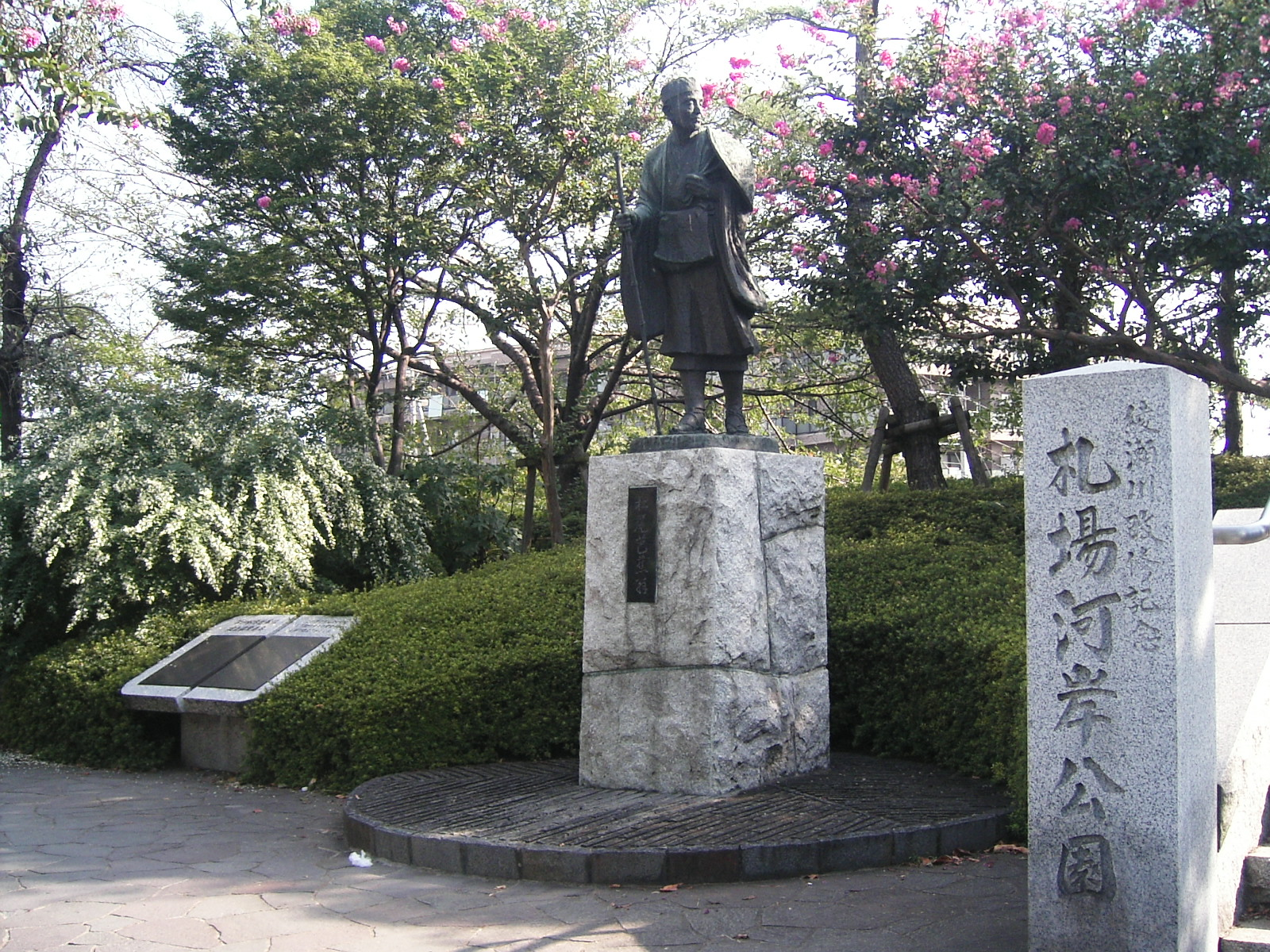
札場河岸公園の芭蕉像

- 札場河岸公園 - 平成4年度手づくり郷土賞（くらしに根づく施設）受賞[9]。
- 宿篠葉神明神社(神明宮)
- 神明庵
- 谷古宇稲荷神社
- 三柱神社
- 東福寺（真言宗智山派）
- 草加消防署
- 神明第1公園
- 神明あじさい公園
- おせん公園　-「おせん茶屋」で昭和63年度手づくり郷土賞（小さなふれあい広場）受賞。

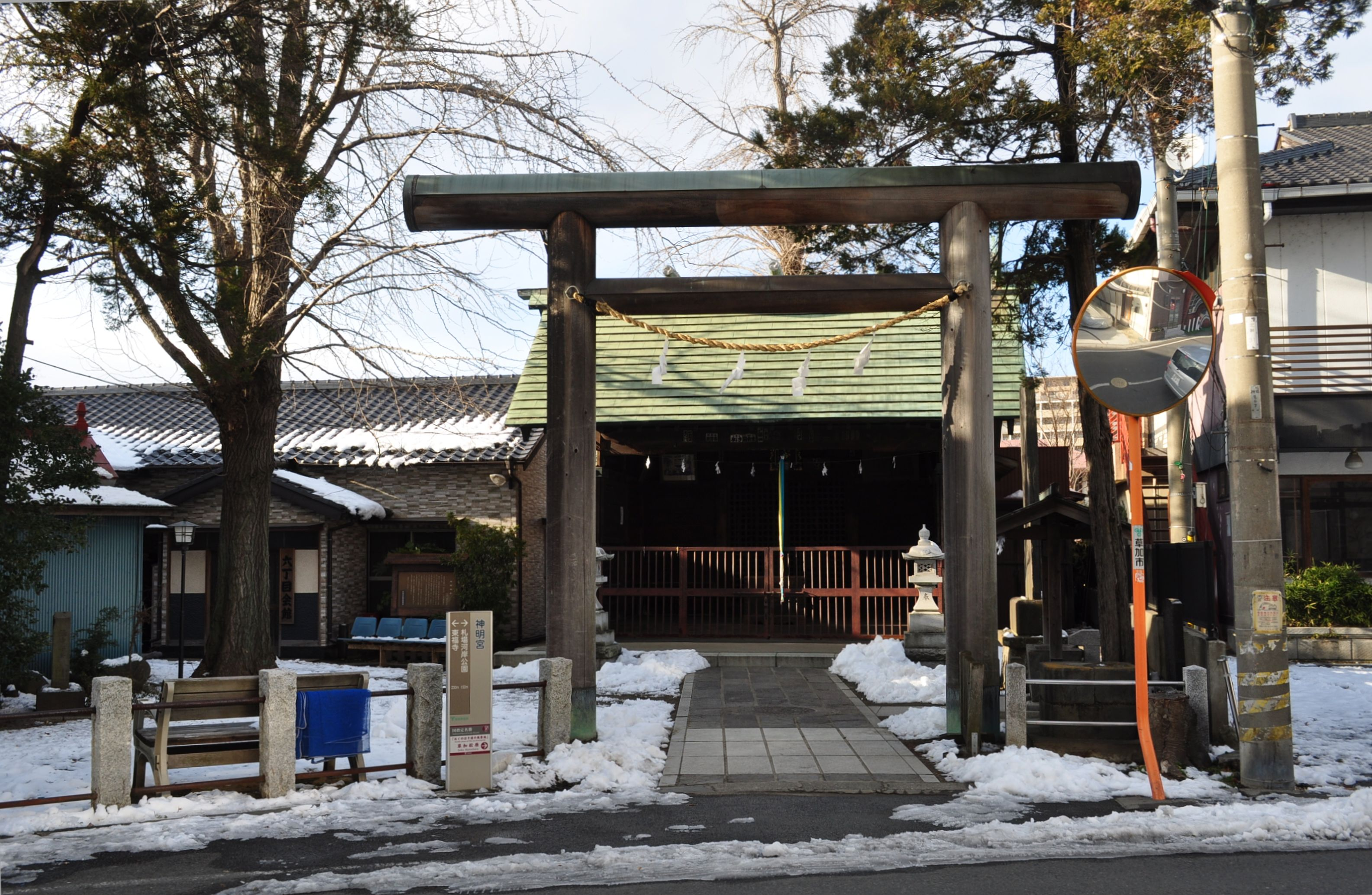
神明宮（2018年1月26日撮影）
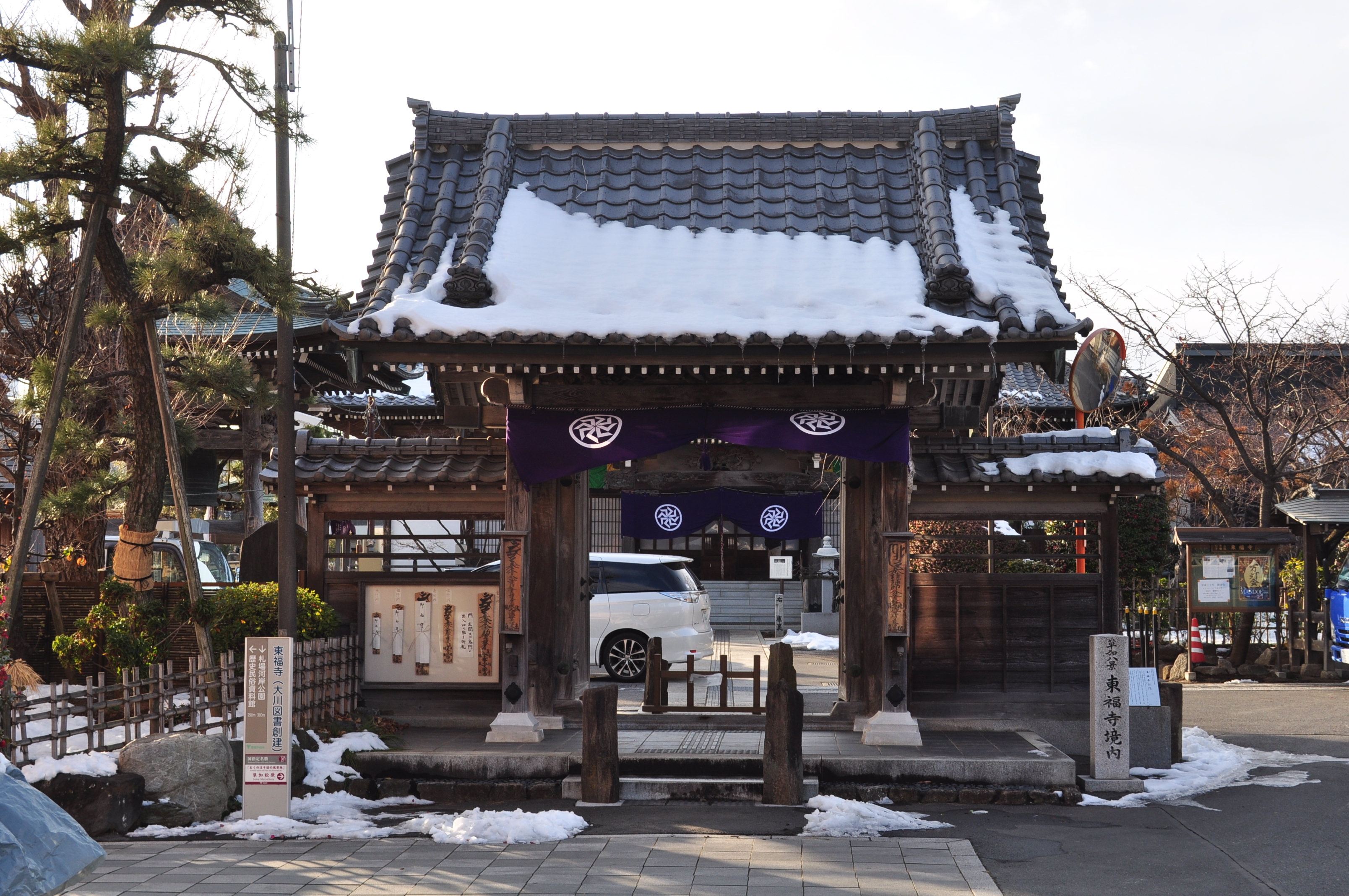
東福寺山門（2018年1月26日撮影）
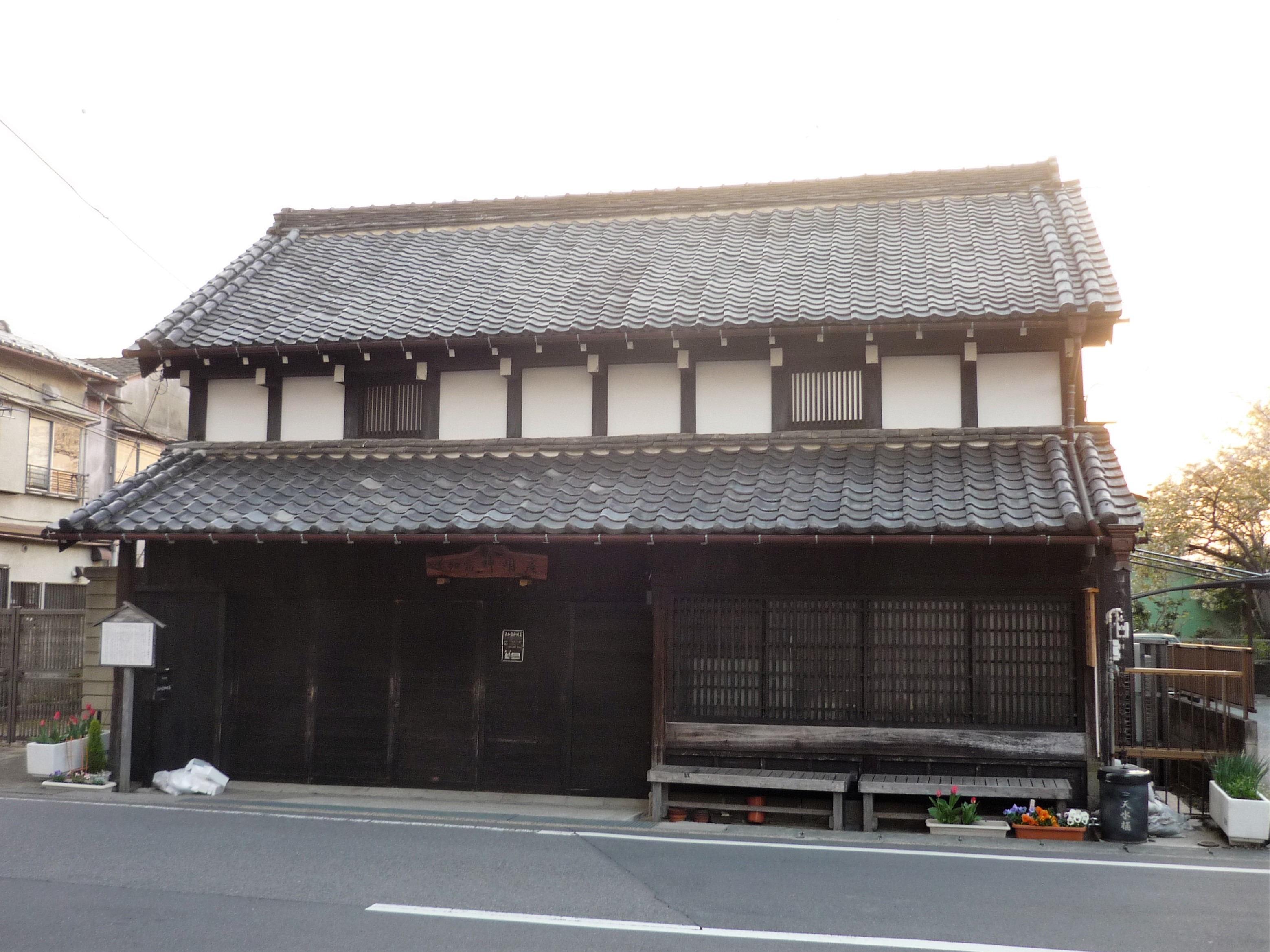
神明庵（2018年3月31日撮影）